# Орден Ісландського сокола

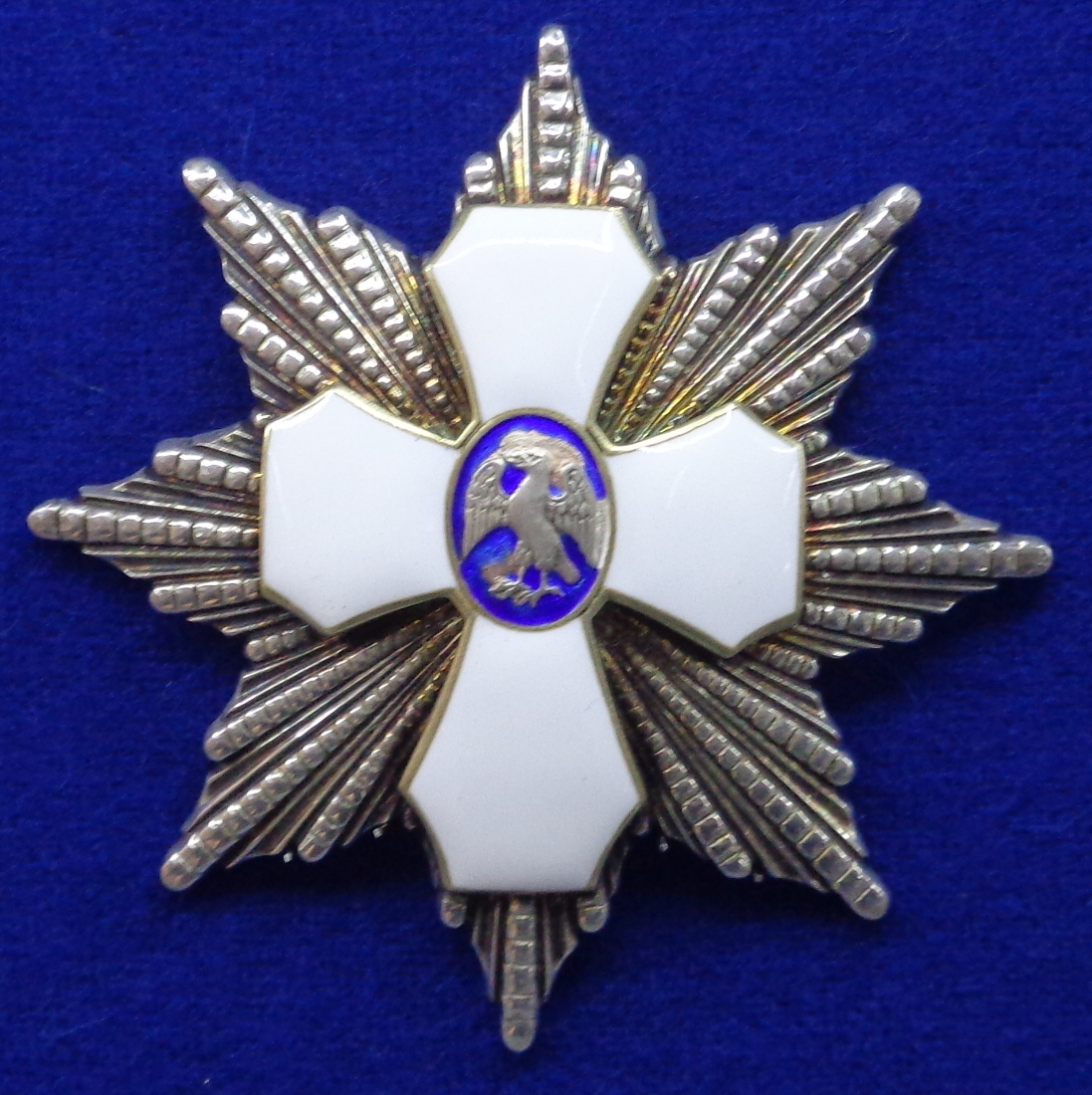
Зірка ордена Сокола

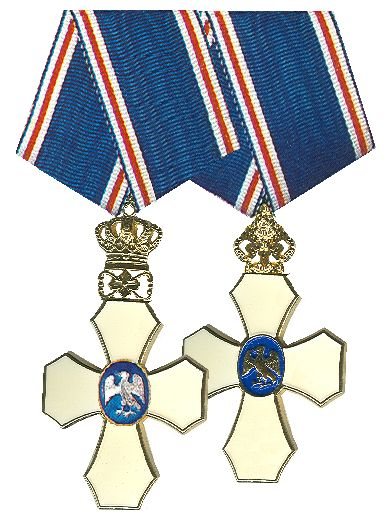
Знаки кавалера ордена Сокола, королівський і республіканський

Орден Ісландського сокола (орден Сокола, ісл. Hin íslenska fálkaorða) — найвища державна нагорода Ісландії.

## Історія
Сокіл вважається національним птахом Ісландії. Державним гербом Ісландії від 1903 до 1919 року був білий сокіл на синьому тлі. Від 1920 року сокіл зображувався на Ісландському королівському прапорі.
Влітку 1921 року Кристіан X, король Данії та Ісландії, разом з дружиною, королевою Александріною, відвідав Ісландію. 3 липня того ж року він започаткував ісландський королівський орден Сокола та став його першим гросмейстером. Статут ордена було розроблено на підставі статутів данських і норвезьких орденів, в основному ордена Данеброг. Утім, на відміну від останнього, орденом Сокола могли нагороджуватись і жінки.
Із проголошенням 17 червня 1944 року Ісландської республіки гросмейстером ордена став президент. 11 липня того ж року було затверджено новий статут ордена.

## Ступені ордена
Первинно орден Сокола було започатковано за 4 ступенями:
- Кавалер (дама) Великого хреста з ланцюгом (ісл. Keðja ásamt stórkrossstjörnu)
- Кавалер (дама) Великого хреста (ісл. Stórkross)
- Командор або Дама-командор (Великий лицар, ісл. Stórriddarakross)
- Кавалер або Дама (Лицар, ісл. Riddarakross)

15 червня 1926 року було додано ще один ступінь — Командор (дама-командор) з зіркою (ісл. Stórriddarakross með stjörnu), яку поставили між кавалером Великого хреста й командором.
Ланцюг ордена вручається тільки главам держав і монаршим особам.

## Статут
До нагородження можуть бути подані громадяни Ісландії й іноземці «за заслуги перед Ісландією та людством». Подання надсилаються до Ради ордена, що складається з 5 членів, і після розгляду там затверджуються гросмейстером. Останній також може нагороджувати на власний розсуд без подання від Ради.
Нагородження проводяться двічі на рік: 1 січня та 17 червня. Іноземні громадяни можуть бути нагороджені також в інший час (наприклад, під час візитів президента Ісландії до інших держав).
Після смерті кавалера знаки ордена необхідно повертати до Ради ордена.

## Знаки ордена
Знаком ордена є золотий чотирикінцевий хрест з кінцями, що розширюються, й усіченими кутами. Хрест з обох боків вкрито білою емаллю. Центральний медальйон овальної форми. З лицьового боку в медальйоні, вкритому синьою емаллю, розміщено зображення білого (срібного) сокола. Зі зворотного боку медальйон вкрито білою емаллю й оточено обідком синьої емалі. До 1944 року в центрі медальйону розміщувався вензель короля Кристіана X — CCX та напис на обідку — FYRSTI DESEMBER 1918. 1944 року вензель було прибрано, а напис замінено на SEYTJÁNDI JÚNI 1944. Хрест первинно вінчався королівською короною, яку 1944 року замінили на візерунковий підвіс, через який хрест і кріпився до стрічки.
Зірка ордена восьмипроменева срібна. На зірку кавалера Великого хреста накладений орденський хрест; зірка командора з зіркою виглядає як зірка з круглим медальйоном в центрі, в який вписано овальний медальйон синьої емалі з білим (срібним) соколом.
Ланцюг ордена складається з 50 ланок (25 ланок у вигляді овальних медальйонів синьої емалі з білим (срібним) соколом і 25 медальйонів у вигляді державного герба Ісландії, без емалі). До 1944 року ланцюг ордена складався з ланок у вигляді овальних медальйонів синьої емалі з білим соколом і ланок у вигляді вензеля короля Кристіана X.
Стрічка ордена лазурово-синя з вузькими біло-червоно-білими смугами по краях (кольори державного прапора Ісландії).

## Правила носіння
- Кавалери ордена носять знак ордена на вузькій стрічці, закріпленій на п'ятикутній колодці, на грудях. Дами носять знак ордена на стрічці у формі банта.
- Командори носять знак ордена (більшого розміру) на стрічці на шиї. Дами-командори носять такий же знак на стрічці у формі банта.
- Командори з зіркою та дами-командори з зіркою додають до знаків командора зірку.
- Кавалери (дами) Великого хреста носять великий знак ордена на широкій стрічці через ліве плече й зірку на лівому боці грудей.
- Кавалери (дами) Великого хреста з ланцюгом носять великий знак ордена, підвішений до ланцюга, й зірку на лівому боці грудей.

Носиться тільки старший ступінь ордена.
Для повсякденного носіння на цивільному одязі передбачені розетки зі стрічки ордена, а для носіння на мундирах — орденські планки.